# Live 2003
Live 2003 je živé album anglické alternativní rockové skupiny Coldplay, poprvé vydané v listopadu 2003. Jedná se v pořadí o druhé koncertní album, první vydala kapela v roce 2001 a pojmenovala ho Trouble – Norwegian Live EP.
Na Grammy Awards bylo v roce 2004 nominováno jako „Nejlepší dlouhé hudební video.“
Na albu se také objevila speciální píseň - Moses. Napsala ji Gwyneth Paltrow, manželka Chrise Martina. Singl je inspirován jménem jejich druhého dítěte, Mosem Brucem Anthonym Martinem, narozeného roku 2006.

## Seznam skladeb

### Disk 1 (DVD)
1. Politik
2. God Put a Smile upon Your Face
3. A Rush of Blood to the Head
4. Daylight
5. Trouble
6. One I Love
7. Don't Panic
8. Shiver
9. See You Soon
10. Everything's Not Lost
11. Moses
12. Yellow
13. The Scientist
14. Clocks
15. In My Place
16. Amsterdam
17. Life Is for Living

### Disk 2 (CD)
1. Politik - 6:36
2. God Put a Smile upon Your Face - 4:57
3. A Rush of Blood to the Head - 6:51
4. One I Love - 5:08
5. See You Soon - 3:29
6. Shiver - 5:26
7. Everything's Not Lost - 8:48
8. Moses - 5:29
9. Yellow - 5:36
10. Clocks - 5:33
11. In My Place - 4:13
12. Amsterdam - 5:22